# Cysteamine

Cysteamine là một hợp chất hoá học có công thức HS-CH2-CH2-NH2. Trong cơ thể động vật, đây là hợp chất nội sinh, được sinh ra ở đường tiêu hóa, tuyến dưới đồi (hypothalalamus) nhờ quá trình khử carboxyl của amino acid cysteine và phân giải enzyme của pantetheine.

## Sử dụng
Trong thực tiễn, cysteamine thường ở dạng muối hydrochloride với công thức phân tử là HS-CH2-CH2-NH3-Cl.
Trong nhân y, Cysteamine được sử dụng từ năm 1994 để điều trị bệnh cystinosis (bệnh do cystine tích tụ trong màng lysosome hình thành tinh thể cystine trong các mô, cơ quan thận, cơ, tuyến giáp, não, mắt). Ngày nay, cysteamine sử dụng điều trị: chứng rối loạn suy giảm thần kinh trong bệnh Huntington, Parkinson; chống lại tác dụng độc tố kim loại nặng, độc do quá liều của acetaminophen....
Trong thú y, cysteamine kết hợp với dexamethasone và axit ascorbic để điều trị một số bệnh rối loạn trao đổi chất như ketosis, mất tính thèm ăn ở bò, ngựa, MMA ở lợn nái.
Trong chăn nuôi, cysteamine là một peptid có hoạt tính sinh học đóng vai trò kích thích sinh trưởng. Khi bổ sung Cysteamine vào khẩu phần ăn giúp lợn thịt tăng trọng tới trên 33%, tăng tỉ lệ nạc 4,6%, giảm tỉ lệ mỡ 8,5% so với đối chứng.
Trong mỹ phẩm, cysteamine được ứng dụng để điều trị sắc tố, nám da và cải thiện độ sáng làn da thông qua bốn cơ chế 
- Ức chế quá trình sản sinh sắc tố nhờ vào khả năng ức chế enzyme Tyrosinase và Peroxidase.
- Cysteamine làm tăng nồng độ Glutathione nội bào, ức chế các sắc tố tối màu Melanin và kích hoạt quá trình sản sinh sắc tố sáng màu Pheomelanin giúp cải thiện độ sáng làn da.
- Cysteamine hoạt động giống như hoạt chất thải ion sắt và đồng (tạo chelate với ion sắt và đồng) trong chuỗi phản ứng sản xuất sắc tố.
- Cysteamine ngăn chặn quá trình polyme hoá indole, giúp ức chế quá trình sản sinh sắc tố tối màu.

Ở Việt Nam, ngày 16/01/2017, Bộ Nông nghiệp và Phát triển Nông thôn đã ban hành thông tư số 01/2017/TT-BNNPTNT Bổ sung chất Cysteamine vào Danh mục hóa chất, kháng sinh cấm nhập khẩu, sản xuất, kinh doanh và sử dụng trong thức ăn chăn nuôi gia súc, gia cầm. Chất Cysteamin sẽ được đưa vào danh mục cấm như các chất vàng ô, Salbutamol.
Tại Việt Nam, theo công văn số 6777/QLD-MP ngày 16/4/2018 của Cục Quản lý Dược gửi Sở Y tế các tỉnh, thành phố trực thuộc Trung ương; Các doanh nghiệp sản xuất, kinh doanh mỹ phẩm về việc cập nhập các chất dùng trong mỹ phẩm  và Phụ lục của Hiệp định Mỹ phẩm ASEAN về các chất sử dụng trong mỹ phẩm cập nhật ngày 15/01/2021 (ANNEX) , chất cysteamine không thuộc danh mục hoạt chất cấm sản xuất và ứng dụng trong lĩnh vực mỹ phẩm.